# Heavy Eyes
Singles de Oh Land
"Audition Day"
(2008) "Sun of a Gun"
(2011)
Pistes de Fauna
"Frostbite"
(3) "Postpone the Bad"
(5)
Heavy Eyes est une chanson de l'artiste danoise Oh Land, il est issu de son premier album Fauna.

## Liste des pistes
| No | Titre                              | Durée |
| -- | ---------------------------------- | ----- |
| 1. | Heavy Eyes (Radio Edit)            | 3:30  |
| 2. | Heavy Eyes (Trentemøller remix)    | 6:47  |
| 3. | Heavy Eyes (Kasper Bjørke remix)   | 5:56  |
| 4. | Heavy Eyes (James Braun remix)     | 6:20  |
| 5. | Heavy Eyes (Opiate Remix)          | 3:51  |
| 6. | Heavy Eyes (Acoustic live version) | 2:31  |